# 銀光雀鯛
銀光雀鯛（學名：Pomacentrus callainus），是輻鰭魚綱鱸形目雀鯛科雀鯛屬的其中一種，分布於中太平洋東部東加、斐濟海域，深度2至6公尺，體呈卵圓形且側扁，吻圓鈍，體被櫛鱗，體色淡藍綠色，胸鰭基部有一黑斑，背鰭硬棘13枚、背鰭軟條13-14枚、臀鰭硬棘2枚、臀鰭軟條13-15枚，體長可達9.5公分，棲息在淺水珊瑚礁，以浮游生物為食，繁殖期時成對出現，雄魚會守護卵直到孵化，生活習性不明。